# El perro de los Baskerville (película de 2000)
El perro de los Baskervilles (título original: The Hound of the Baskervilles) es un telefilme canadiense de 2000 dirigido por Rodney Gibbons y protagonizado por Matt Frewer, Kenneth Welsh, Jason London.

## Argumento
Sir Charles Baskerville ha muerto de forma misteriosa. Adicionalmente su muerte parece ser la consecuencia de una larga maldición que ha pesado sobre el apellido familiar desde hace más de 200 años.
Sherlock Holmes está decidido a seguir el misterioso caso para desvelar la verdad sobre una monstruosa y sobrenatural criatura, es decir un sabueso demoníaco, que presuntamente se esconde en los pantanos de la propiedad de los Baskerville.

## Reparto
| Actor         | Personaje          |
| ------------- | ------------------ |
| Matt Frewer   | Sherlock Holmes    |
| Kenneth Welsh | Dr. Watson         |
| Jason London  | Sir Henry          |
| Emma Campbell | Beryl Stapleton    |
| Gordon Masten | Dr. Mortimer       |
| Robin Wilcock | Stapleton          |
| Arthur Holden | Sr. John Barrymore |
| Leni Parker   | Sra. Barrymore     |

## Producción
La película de televisión tuvo un presupuesto de 4,5 millones de dólares. Una vez preparado todo, se filmó el telefilme en verano de 2000.
Cabe destacar, que una buena parte de ese presupuesto se destinó a crear decorados elaborados para los rodajes interiores, mientras que, para imitar las localidades exteriores, se filmó, para imitar el antiguo Londres de finales del siglo XIX, en la parte antigua de Montreal, mientras que, para imitar las moras inglesa llenas de niebla se rodó para ello en Harrington en Quebec, localidades que están situadas en Canadá.

## Recepción
El telefilme fue un éxito. Por ello se hicieron tres secuelas de él, que también fueron dirigidas por Rodney Gibbons, las cuales tuvieron como consecuencia también al actor Matt Frewer interpretando a Sherlock Holmes en esas secuelas.
Hoy en día la película ha sido valorada en portales cinematográficos y por críticos profesionales. En IMDb, con unos 1200 votos registrados, el filme obtiene una media ponderada de 5,9 sobre 10. En cuanto a Rotten Tomatoes, los más de 100 votos registrados le dieron allí una valoración media de 3,2 de 5. También cabe destacar, que en el periódico La Vanguardia los usuarios que dieron su opinión allí le dieron a la película una aprobación del 60 %.